# Karl Friedrich von Steinmetz
Karl Friedrich von Steinmetz (Eisenach, 25 dicembre 1796 – Bad Landeck, 4 agosto 1877) è stato un generale (feldmaresciallo) tedesco.

## La giovinezza e le guerre napoleoniche
Fu educato alla scuola cadetti di Stolp in Pomerania, dal 1807 al 1811, nella situazione di miseria e povertà causata dall'occupazione francese. Allo scoppio della guerra della sesta coalizione lui e il fratello maggiore raggiunsero Breslavia, dove, nonostante la loro povertà furono arruolati nell'esercito, il maggiore come aspirante alfiere, il minore come sottotenente. Dopo un tentativo vano di ottenere il trasferimento negli ussari di Blücher, reggimento per cui sin da bambino aveva concepito un'intensa ammirazione sin da quando si trovava a Stolp, gli fu ordinato di presentarsi al generale Yorck, che trattò lui e gli altri ufficiali inviati da Breslavia con freddezza, fino a che Steinmetz chiese di ritornare dal re.
I due fratelli presero parte ai più duri scontri della campagna del 1813, il maggiore rimanendo ucciso alla battaglia di Lipsia e il più giovane subendo diverse ferite. Durante la breve permanenza sul Reno utilizzò il tempo per migliorare la propria educazione militare e generale.
Nelle battaglie in Francia guadagnò la Croce di Ferro di seconda classe. Dopo la conclusione della pace entrò a Parigi una volta sola, temendo di dilapidare i dieci ducati risparmiati e destinati alla madre. Per la stessa ragione si tenne alla larga dai piaceri cui indulgevano i suoi compagni più fortunati.

## Servizio in Prussia

### Carattere e matrimonio
Il suo disdegnare gli eccessi giovanili gli permise di superare i limiti della propria salute malferma e di acquisire il vigore fisico che conservò sino alla fine della carriera di soldato.
Il suo carattere e il suo fisico furono rafforzati dallo stile di vita spartano, ma il suo temperamento fu amareggiato dalle circostanze che gli imposero tale autodisciplina. Poco dopo la guerra fu assegnato al 2º Reggimento della Guardia a piedi, di stanza a Berlino.
Si dedicò con rigore allo studio e ai doveri della professione. Dal 1820 al 1824 studiò con profitto all'accademia di guerra, e alla fine del corso fu assegnato alla sezione topografica dello Stato maggiore. Il generale von Müffling lo descrisse come arrogante e risentito per gli incoraggiamenti, che probabilmente vedeva come paternalismo, ma aggiunse che la sua abilità gli avrebbe consentito di primeggiare fra i suoi compagni.
Il matrimonio con la cugina Julie, figlia del tenente generale KKF von Steinmetz, non solo temperarono il suo animo feroce ed irritabile, ma in qualche modo migliorarono anche le sue condizioni materiali, visto che il suocero si dimostrò generoso con la giovane coppia, e la promozione a capitano della Landwehr di stanza a Potsdam, vicino alla residenza del generale, li pose in contatto quotidiano. Anche il suo comandante di brigata, generale von Röder, era un eccellente soldato, e Steinmetz spesso ebbe a raccontare dei preziosi insegnamenti da lui ricevuti.

### Servizio di guarnigione
Dal 1830 in poi il suo lavoro al reggimento e la sua carriera andarono avanti senza problemi per alcuni anni in varie guarnigioni, sino a che nel 1839 divenne maggiore e comandante di battaglione. In tale posizione ebbe numerose divergenze con i diretti superiori, poiché insisteva per un estenuante addestramento delle truppe, troppo pressante per i suoi compagni più conservatori, ma nel privato le sue relazioni, grazie soprattutto alla posizione sociale della moglie, erano le migliori.
Nel 1848 era al comando di un battaglione della Guardia durante i disordini di Berlino, ma non vi fu coinvolto, e presto trovò un'occupazione più attiva nella Prima guerra dello Schleswig, dove ebbe modo di distinguersi al punto che Wrangel, il comandante in capo, gli riconobbe un ruolo decisivo nelle sorti della battaglia di Schleswig (23 aprile 1848). Si distinse ancora alla battaglia di Dybbøl, e lo stesso principe Guglielmo lo decorò con l'ordine Pour le Mérite.
Al ritorno fu occupato nel difficile comando delle truppe del Brandeburgo durante la seduta di un'assemblea popolare democratica, e dopo di essa nel controllo di alcune truppe notoriamente percorse da fremiti rivoluzionari.
Nel 1850 era governatore militare a Cassel, e nel 1851, diventato colonnello comandante la scuola cadetti di Berlino, dispose una riforma del sistema di educazione prevalente, i cui difetti aveva apertamente condannato sin dal 1820. Ad oltre cinquant'anni di età imparò il latino e l'inglese, per migliorare le proprie competenze.

## Ufficiale superiore

### 1854-1864
Nel 1854, dopo 41 anni di servizio attivo, fu promosso maggior generale. A Magdeburgo, come a Berlino, il suo zelo riformatore gli creò numerosi nemici, e nell'ottobre dello stesso anno subì una dolorosa perdita con la morte della sua unica figlia, ventiseienne. Da Magdeburgo fu destinato al comando di una brigata della Guardia a Berlino (1857), e di qui quasi immediatamente al comando divisionale del I Corpo d'armata; al principio del 1858 fu promosso tenente generale e per i cinque anni in cui conservò questo comando si dedicò in particolar modo all'approfondimento della conoscenza dell'arma di cavalleria. Circa nel 1863, venendo a sapere che von Bonin, superiore a lui per rango, ma inferiore per età e anni di servizio, stava per ricevere il comando del I Corpo d'armata, meditò di ritirarsi, ma contemporaneamente gli fu assegnato il comando del II Corpo d'armata, e, poco dopo, quando il Kronprinz rilevò il medesimo comando, fu nominato comandante del V Corpo d'armata a Posen. Poco tempo dopo morì sua moglie.

### La guerra austro-prussiana
Venne promosso generale di fanteria nel 1864, e guidò il V Corpo d'armata nella guerra austro-prussiana nel 1866. Fu l'occasione della vita. La sua guida competente e risoluta si mise in luce nel corso di tre battaglie, vinte in tre giorni successivi, a Nachod, Skalitz e Schweinschädel, e si aprì la strada, attraverso le montagne nonostante la sconfitta del rivale von Bonin a Trautenau. Nel 1867, il "Leone di Nachod", com'era popolarmente soprannominato, contrasse un secondo matrimonio con Elise von Krosigk. Per la prima volta nella vita era un uomo ragionevolmente ricco, avendo nel 1866 ricevuto una rendita vitalizia per i suoi servizi. Circa in quell'epoca venne eletto nel parlamento della Confederazione tedesca settentrionale.

### La guerra franco-prussiana
Allo scoppio della guerra franco-prussiana del 1870 Steinmetz fu assegnato al comando di una delle tre armate radunate sul Reno, le altre due agli ordini del principe Federico Carlo di Prussia e del Kronprinz.
Ben presto emersero serie divergenze fra Steinmetz e il principe Federico Carlo. Il primo considerò come un'offesa personale l'ordine di sgomberare le strade per lasciare passare l'armata del principe, e vari incidenti (come a Spicheren) fecero via via montare in lui il risentimento finché sul campo di Gravelotte perse la calma e sprecò inutilmente le proprie truppe.
Dopo di che non ci fu alternativa che rilevarlo dal comando della 1ª Armata e rimandarlo in patria col ruolo di governatore generale dei distretti del V e VI Corpo d'armata.

## La promozione a feldmaresciallo e la vecchiaia
Nell'aprile 1871 fu messo a riposo per propria richiesta, ma il suo luminoso stato di servizio non fu dimenticato dopo la vittoria, e fu promosso feldmaresciallo, con una pensione di 2.000 talleri e divenne membro della camera alta. Con lo spirito di lealtà che lo aveva guidato in tutta la carriera non tentò di giustificare la propria condotta del 1870
La sua vita di generale a riposo fu tranquilla e felice, e mantenne la salute sino all'ultimo. Il 37º Reggimento Fucilieri dell'esercito tedesco prese il suo nome.